# Houwerzijlstervaart
De Houwerzijlstervaart, plaatselijk ook Houwerzijlsterriet genoemd, is een kanaal in de gemeente Het Hogeland in de provincie Groningen.
Het kanaal loopt van het haventje in Houwerzijl naar het Hunsingokanaal bij de Leenstertillen onder Leens. Voorbij het Hunsingokanaal zet het kanaal zich voort als de Leenstervaart (of Leensterdiep).
Het kanaal was ooit de belangrijkste afwatering van het Houwerzijlvest, een zijlvest dat ongeveer overeenkwam met het westelijk gedeelte van de voormalige gemeente de Marne. Het is het gekanaliseerde en gedeeltelijk verlegde riviertje de Vlakke Riet. Dit mondde uit in het Reitdiep, ongeveer halverwege Houwerzijl en de wierde Ewer.
Het gedeelte tussen Vliedorp (Ol Weem) en Houwerzijl maakt dus geen deel uit van de oorspronkelijke loop. Toen de buitengeul van de vaart verzandde, wat veroorzaakt werd door de eb en vloed in het estuarium van het Reitdiep, besloot men het water oostwaarts via de Schouwerzijl te lozen. Hiervoor werd een dam bij Mensingeweer doorbroken.
De weg die het kanaal halverwege kruist heeft tegenwoordig de naam Vlakke Riet. De naam van het water is zo overgegaan op de weg.

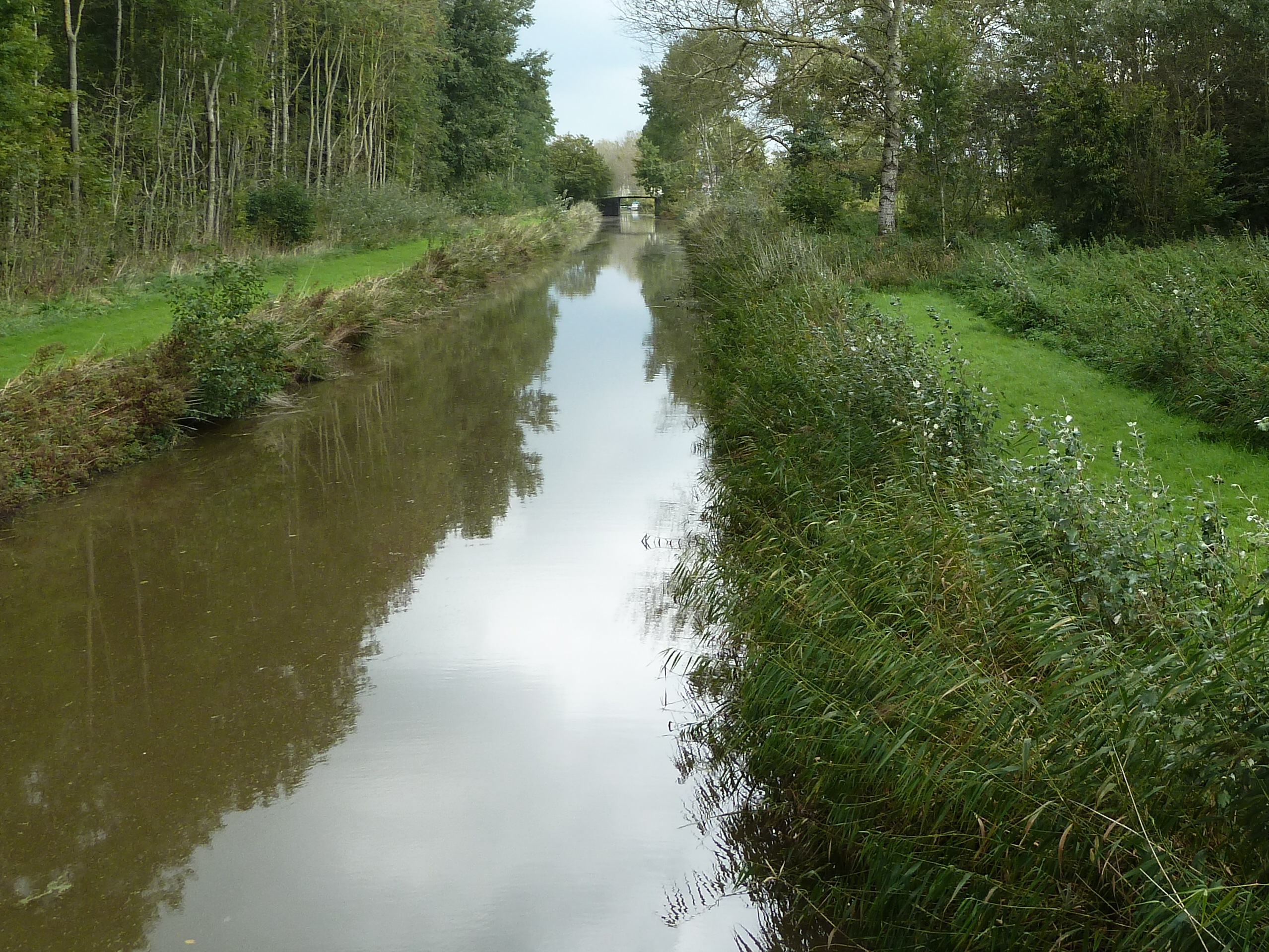
Houwerzijlsterriet bij Leenstertillen
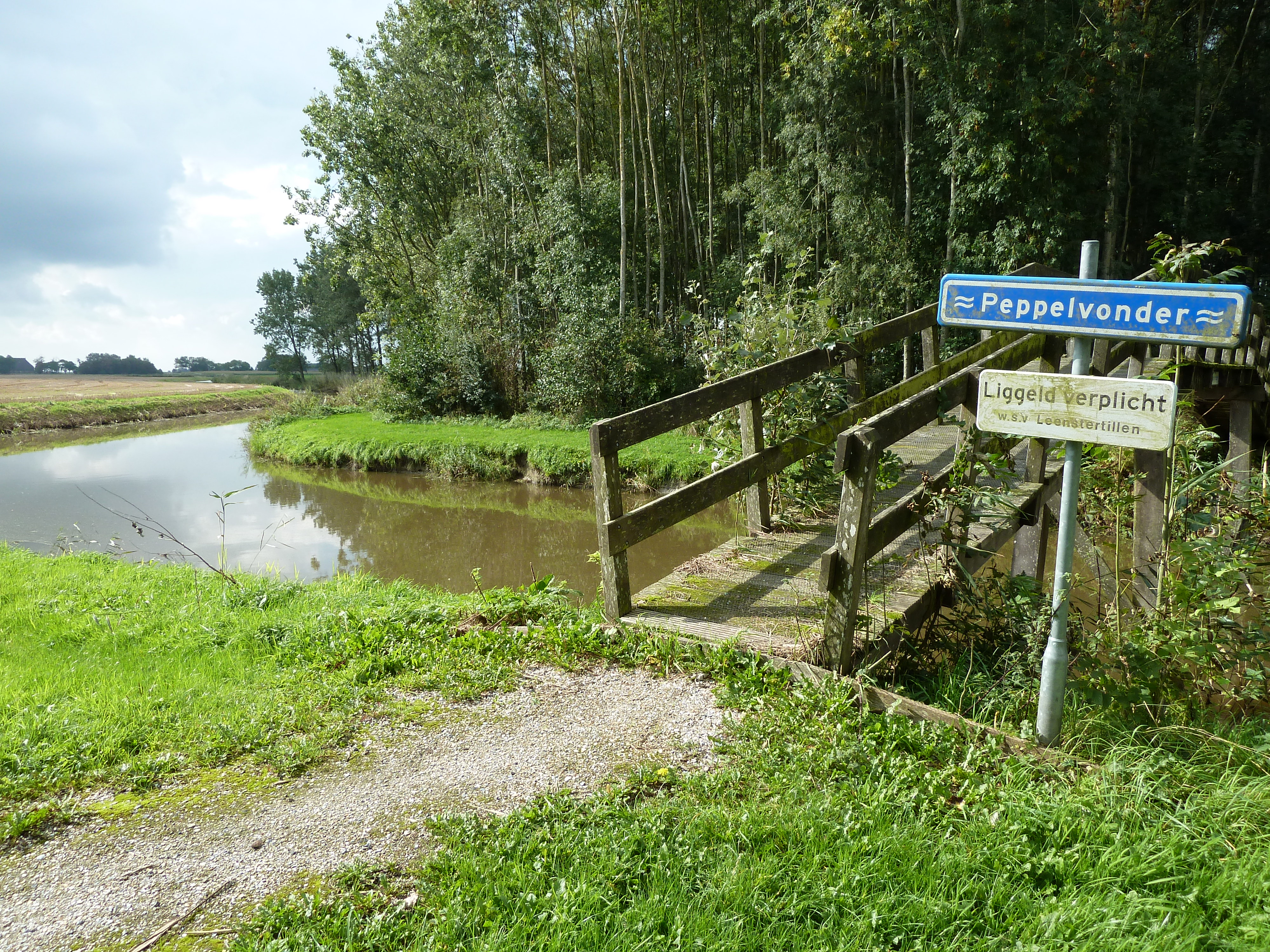
Peppelvonder over de Houwerzijlsterriet bij Leenstertillen
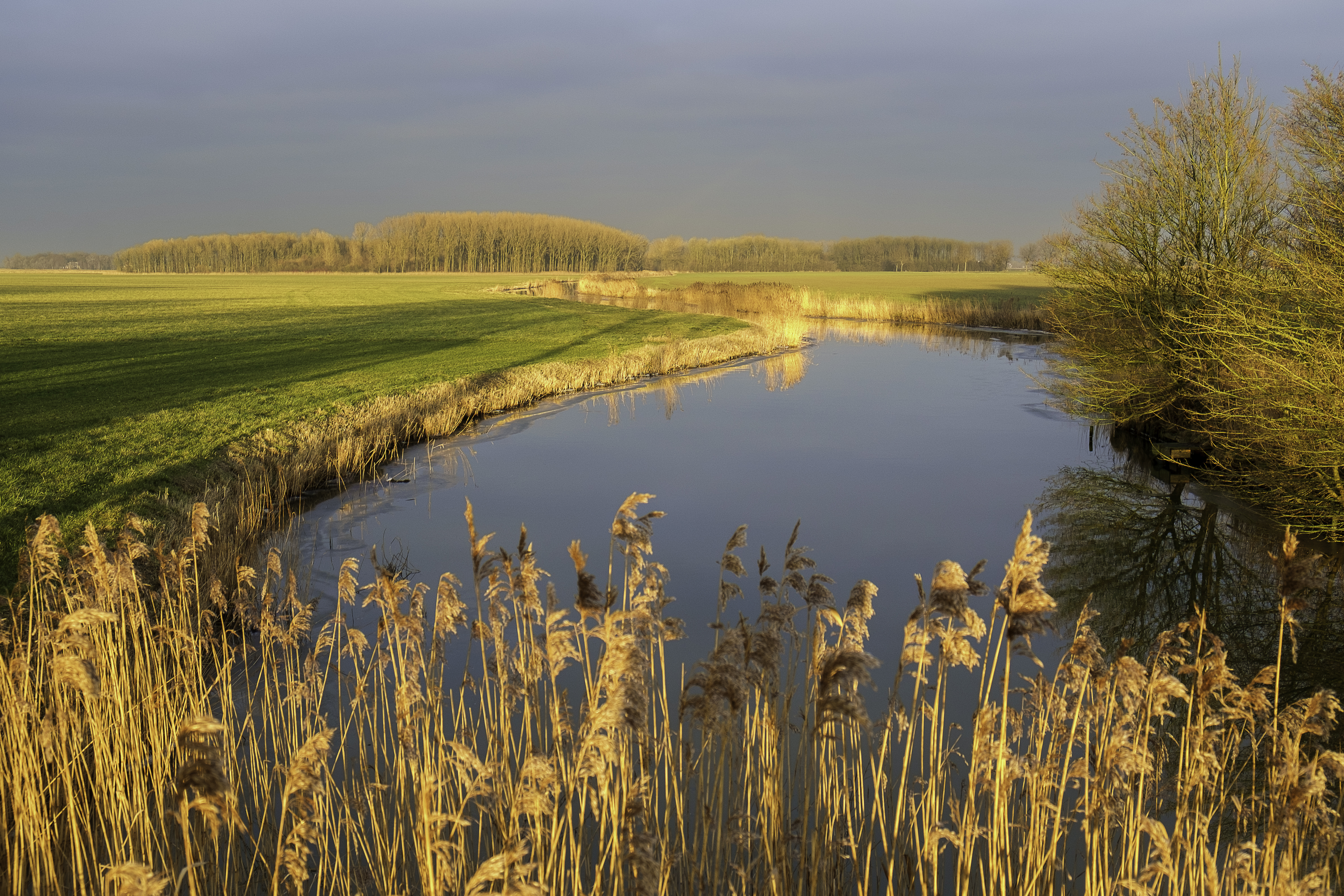
De vaart vanaf de Vlakkeriet in de richting van Leenstertillen gezien
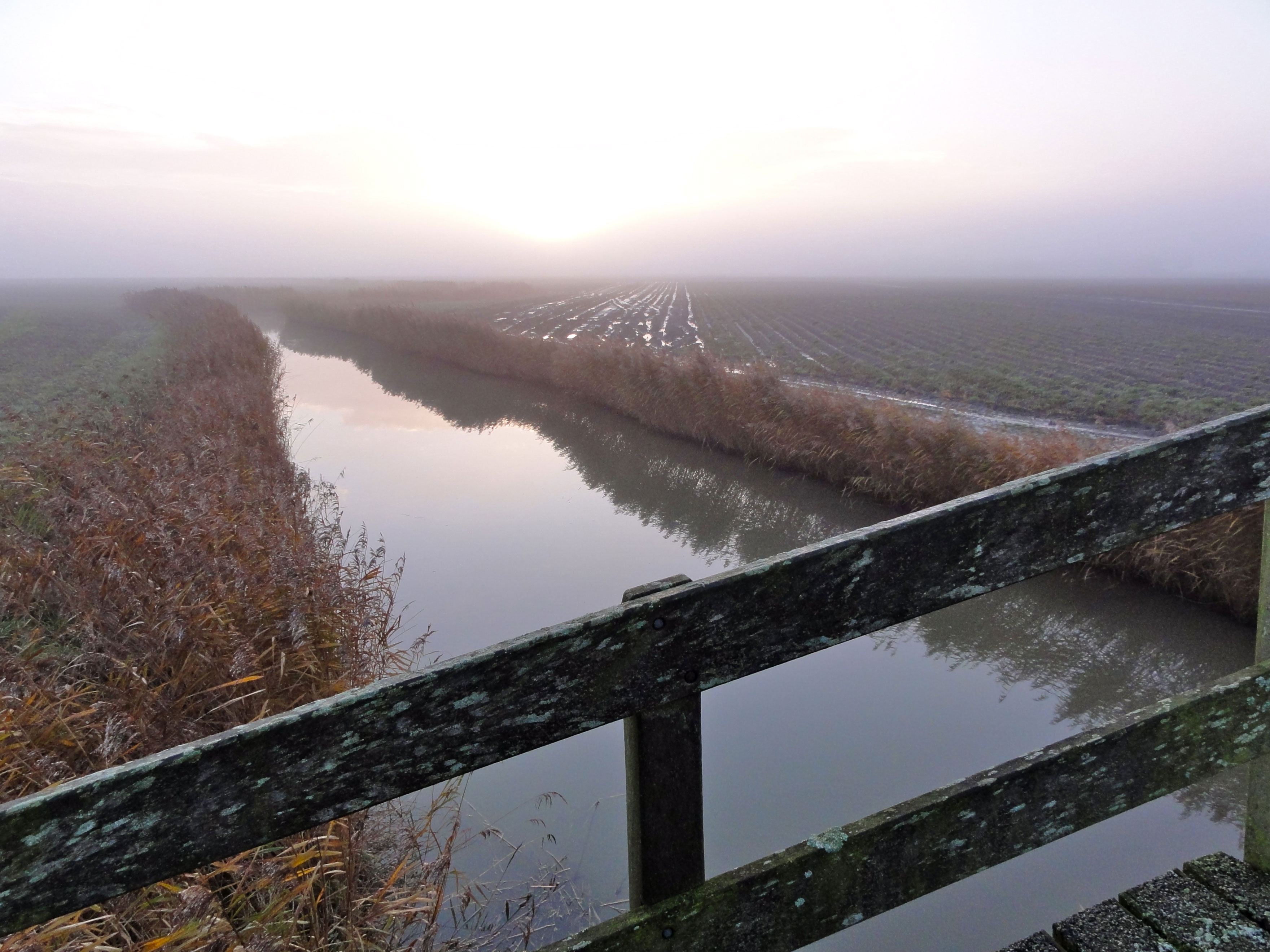
Olweemvonder nabij Olle Weem
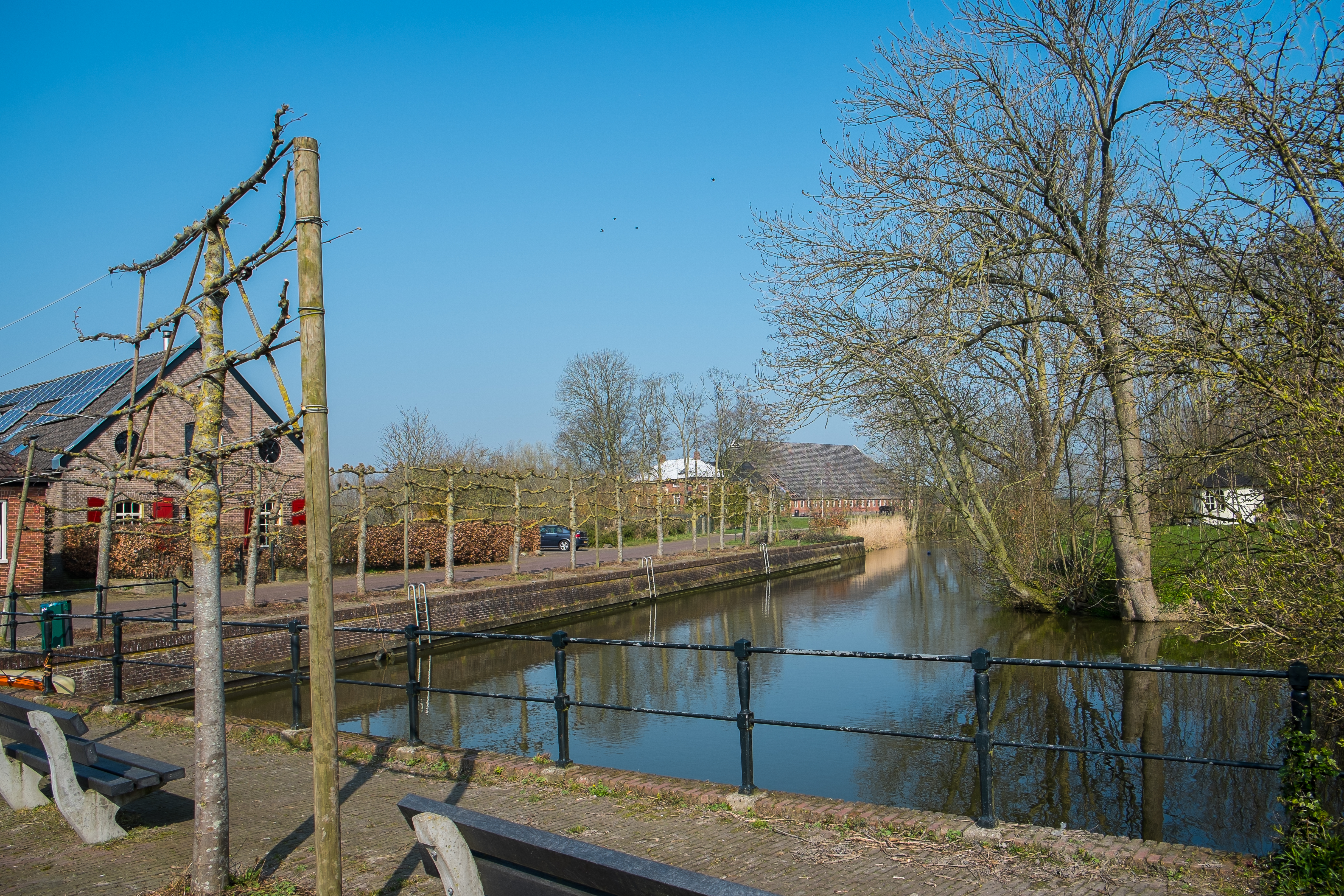
Het haventje van Houwerzijl vormt het eindpunt van de vaart